# L'Oréal
L'Oréal este o companie franceză de dimensiuni mari și cea mai importantă corporație din industria cosmetică și a înfrumusețării.
Având sediul în Paris, L'Oréal avea un profit de peste 1,6 miliarde € în anul 2005.

## Istorie

### Fondator
În 1909, Eugène Paul Louis Schueller, un tânăr chimist francez de origine germană,  a dezvoltat o formulă de colorare a părului numită Auréale. Schueller și-a formulat și fabricat propriile produse, pe care apoi a decis să le vândă la saloane de coafură Parisian. La 31 iulie 1919, Schueller și-a înregistrat compania,  Société Française de Teinurs Inoffensives pour Cheveux. Principiile directoare ale companiei care au devenit în cele din urmă L'Oréal, au fost cercetarea și inovarea în domeniul frumuseții. În 1920, compania a angajat trei chimiști. Până în 1950, echipa a devenit mai puternică; acest număr a ajuns la 1.000 până în 1984 și astăzi este aproape 20.000.
Schueller a oferit sprijin financiar și a avut loc întâlniri pentru La Cagoule la sediul L'Oréal. La Cagoule a fost un grup francez violent, înclinat și anticomunist, al cărui lider a format un partid politic Mouvement Social Revolutionar (MSR), care în Franța ocupată a susținut colaborarea Vichy cu germanii . L'Oréal a angajat mai mulți membri ai grupului în calitate de directori după cel de-al doilea război mondial, cum ar fi Jacques Corrèze, care a fost CEO al operațiunii Statelor Unite. Această implicare a fost cercetată extensiv de Michael Bar-Zohar în cartea sa, "Bitter Scent".
L'Oréal a început afacerea cu părul, însă compania sa dezvoltat în curând în alte produse de curățare și frumusețe. L'Oréal comercializează în prezent peste 500 de mărci și mii de produse individuale în toate sectoarele afacerii de frumusețe: culoarea parului, permanent, coafura, îngrijirea corpului și a pielii, produse de curățare, machiaj și parfum. Produsele companiei se găsesc într-o gamă largă de canale de distribuție, de la saloane de coafură și parfumerie la hipermarketuri și supermarketuri, magazine de sănătate / frumusețe, farmacii și corespondență directă.

### Instalații de cercetare și dezvoltare
L'Oréal are șase centre mondiale de cercetare și dezvoltare: două în Franța: Aulnay și Chevilly; unul în Statele Unite: Clark, New Jersey; unul în Japonia: Kawasaki, prefectura Kanagawa; în 2005, unul a fost înființat în Shanghai, China și unul în India. O instalație viitoare în SUA va fi în Berkeley Heights, New Jersey.

### Mass-media
Din 1988 până în 1989, L'Oréal a controlat compania de film Paravision, ale cărei proprietăți au inclus bibliotecile Filmation și De Laurentiis. StudioCanal a achiziționat proprietățile Paravision în 1994.

## L'Oréal în România
Compania este prezentă și în România, prin importuri,
având 130 de angajați în anul 2008
Cifra de afaceri:
| Anul          | 2008 | 2007 | 2006 |
| ------------- | ---- | ---- | ---- |
| milioane euro | 65,1 | 55,1 | 35   |